# Rolling Hills (Califórnia)
Rolling Hills é uma cidade localizada no estado americano da Califórnia, no condado de Los Angeles. Foi incorporada em 24 de janeiro de 1957.

## Geografia
De acordo com o United States Census Bureau, a cidade tem uma área de 7,7 km², onde todos os 7,7 km² estão cobertos por terra.

### Localidades na vizinhança
O diagrama seguinte representa as localidades num raio de 16 km ao redor de Rolling Hills.

## Demografia
Segundo o censo nacional de 2010, a sua população é de 1 860 habitantes e sua densidade populacional é de 240,18 hab/km². Possui 716 residências, que resulta em uma densidade de 92,46 residências/km².